# 朵洛西·康德爾
朵洛西·烏爾蘇拉·康德爾（英語：Dorothy Ursula Cundall，1883年—1954年2月8日），婚後名朵洛西·哈維（Dorothy Harvey），再婚後名朵洛西·比斯古德（Dorothy Bisgood），是一名已故英格蘭女子羽球運動員，出生於倫敦里士滿。
朵洛西·康德爾曾經贏得3項全英羽球錦標賽冠軍，包括1910年與蓋·紹特爾搭配的混合雙打，以及1911年、1912年與愛麗絲·戈恩洛克搭配的女子雙打。1912年，她與1917年去世的道格拉斯·摩爾·哈維結婚。1922年，她再婚了一位名叫伯特倫·比斯古德的愛爾蘭羽球運動員。她於1954年2月8日在伯恩茅斯去世。